# Souvenir de Victor Hugo
'Souvenir de Victor Hugo' est un cultivar de rosier thé obtenu en 1884 par le rosiériste lyonnais Joseph Bonnaire, introduit au commerce en octobre 1885 et baptisé en hommage à l'écrivain Victor Hugo, mort quelques mois plus tôt en mai 1885. Cette variété est issue d'un croisement 'Comtesse de Labarthe' (rosier thé, Bernède, 1857) x 'Regulus' (rosier thé, Moreau & Robert, 1860).

## Description
Il s'agit d'un buisson érigé au feuillage dense vert foncé, pouvant atteindre de 120 cm à 150 cm. Ses fleurs sont de couleur rose tendre, devenant rose carmin sur les bords des pétales. Le cœur des roses est fortement nuancé d'orange pâle saumoné. Elles sont bien parfumées, grosses, pleines (26-40 pétales) au port lâche car ayant des tiges plutôt courtes. La floraison est remontante.  
Cette variété supporte les hivers a -15° C et se plaît parfaitement sous le climat méditerranéen.
Elle a créé la surprise lorsqu'elle a été présentée en 1884 avant son baptême, grâce au raffinement de son coloris, ce qui lui a fait remporter plusieurs prix. Elle a été décrite dès le départ comme une variété n'ayant aucune ressemblance avec celles présentes jusqu'alors dans le commerce. Elle faisait très bonne figure à côté des hybrides de thé, dont l'engouement était de plus en plus fort à cette époque, et était utilisée aussi pour le forçage en serre. Encore aujourd'hui, cette rose exerce une fascination notable par ses couleurs contrastées et délicates.
Cette rose est encore commercialisée, mais rarement, notamment dans les régions douces des États-Unis et en Italie. 